# 張銘清

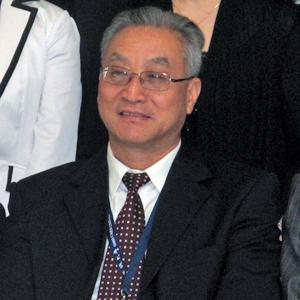
张铭清

张铭清（1946年—），男，祖籍山東，中华人民共和国官员、记者、学者。

## 生平
张铭清早年长期生活于福建，在三明的高中毕业。1969年自福建农学院土壤化学专业毕业。1978年到1981年，在中国社会科学院研究生院新闻系，是该院首届硕士研究生。1981年到1993年，历任《人民日报》福建记者站记者、首席记者、站长，《人民日报》记者部副主任、高级记者。1993年到2006年，任中共中央台湾工作办公室、国务院台湾事务办公室主任助理、新闻局局长、新闻发言人、中华全国新闻工作者协会常务理事。2006年起，任海峡两岸关系协会副会长。2007年4月，受聘为新成立的厦门大学新闻传播学院院长、教授、博士生导师，研究领域是对台和对外宣传。2008年6月，任海峡两岸关系协会第二届理事会副会长。他还曾任中国人民解放军国防大学兼职教授、北京联合大学兼职教授、顾问。

## 事件
2008年10月，張銘清到訪陳水扁的故鄉臺南縣官田鄉，10月20日出席國立臺南藝術大學學術研討會，交流《兩岸傳播暨影像藝術》，10月21日參觀台南市孔廟時，遭民進黨市議員王定宇率領亲绿群眾包圍，遇袭摔倒在地。事件经媒体报道，震惊海峡两岸。

## 轶事
2000年代，張銘清被台灣綜藝節目《全民最大黨》的邰智源多次搞笑模仿（劇中化名為張名清），因此在台灣具有相當高的知名度。邰智源到北京来时，还曾和張銘清见面。

## 著作
- 《海峡谈屑》
- 《海峡潮》
- 《海峡两岸新闻与传播研究》（主编）

## 参見
- 张铭清访台遇袭事件
- 陳雲林事件